# Orienthornvogel

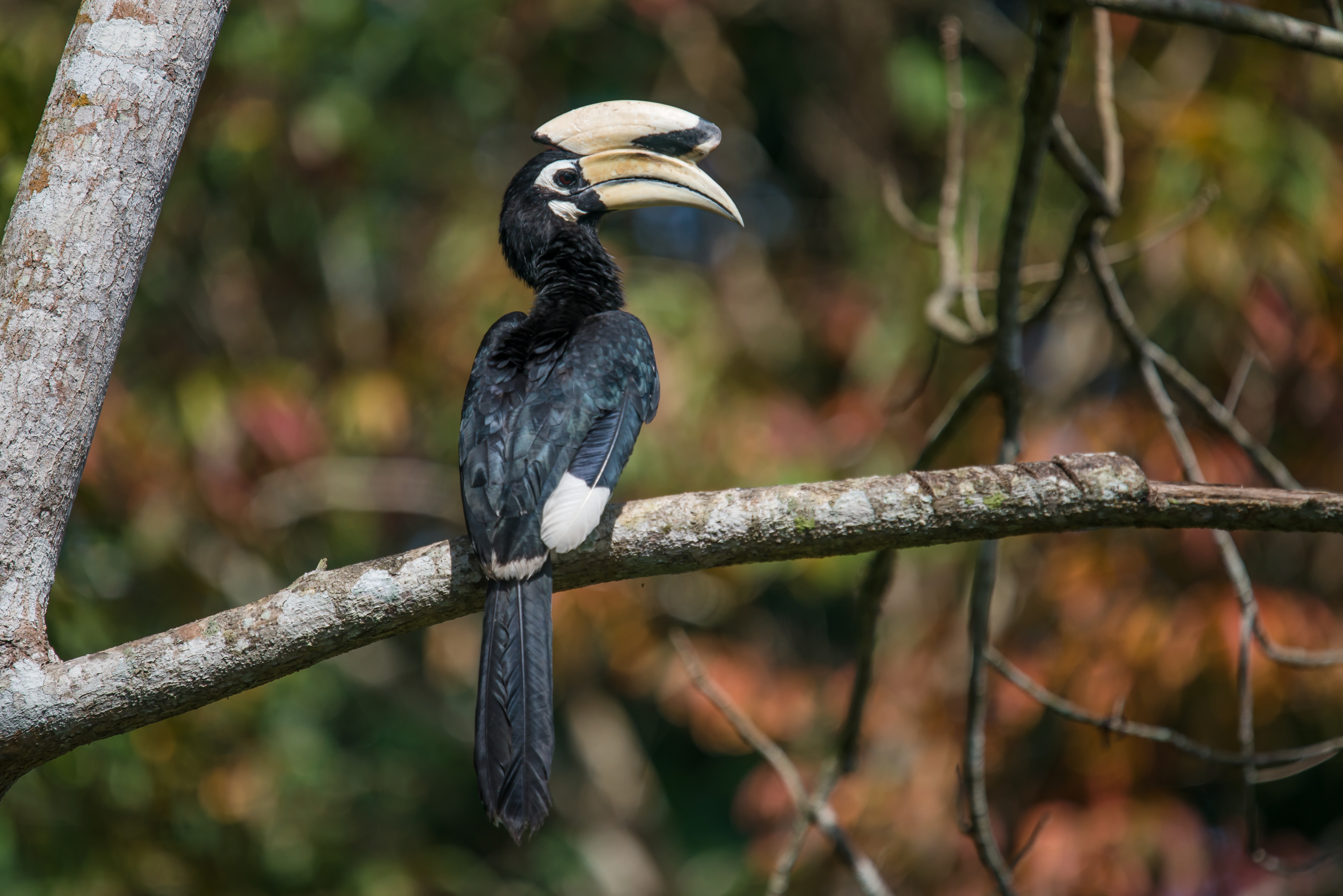
Orienthornvogel, Männchen der Nominatform im Nationalpark Kaeng Krachan

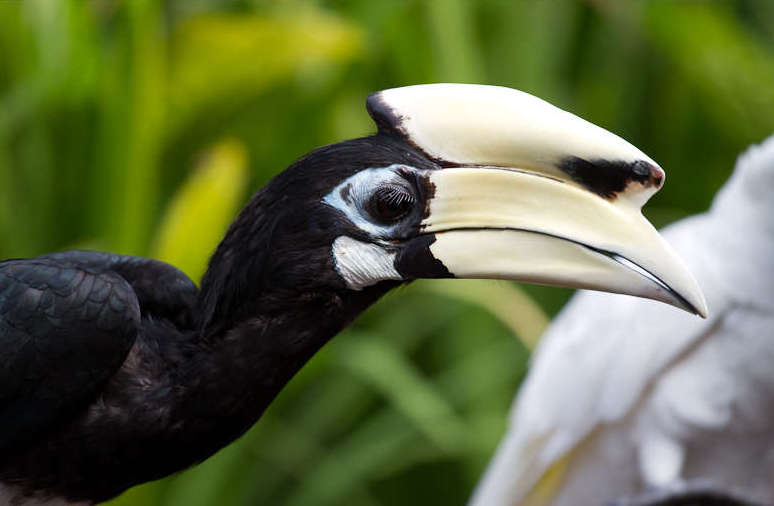
Kopfstudie eines Männchens

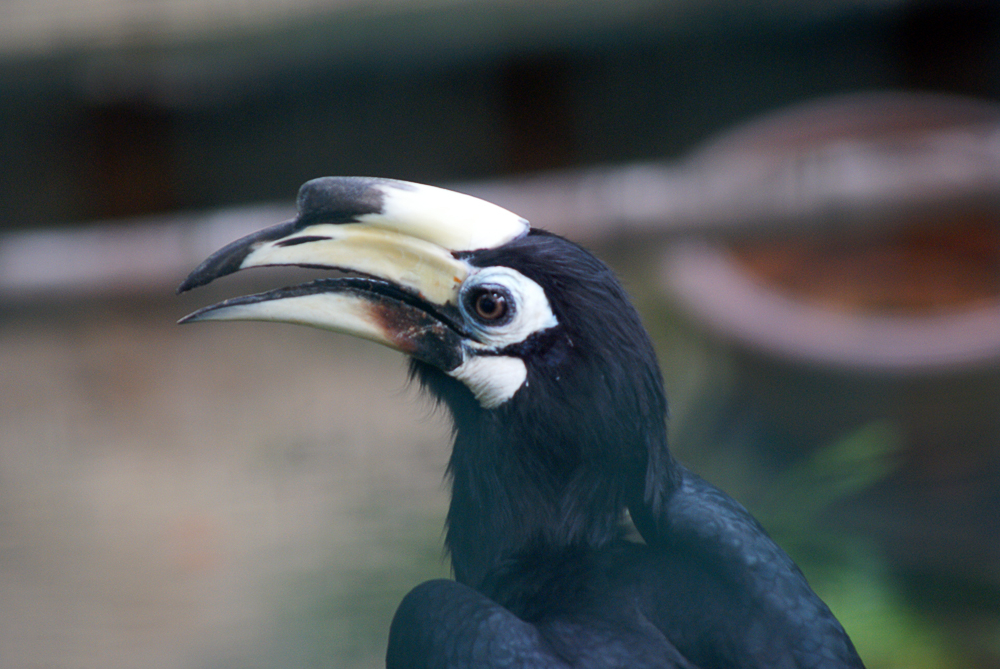
Kopfstudie eines Weibchens

Der Orienthornvogel (Anthracoceros albirostris), auch Weißhelm-Hornvogel genannt, ist eine Vogelart aus der Familie der Nashornvögel, die in Südostasien vorkommt. Wie alle Nashornvögel ist auch der Orienthornvogel ein Höhlenbrüter. Das Weibchen mauert von innen die Bruthöhle bis auf einen schmalen Spalt zu. Das Männchen versorgt durch den schmalen Spalt das darin sitzende Weibchen und später die Jungvögel mit Nahrung.
Es werden in dem großen Verbreitungsgebiet der Art zwei Unterarten unterschieden: Der Nördliche Orienthornvogel (Anthracoceros albirostris albirostris) kommt von Indien, Nepal und China bis nach Thailand und dem Nordosten der Malaiischen Halbinsel vor. Der Sunda-Orienthornvogel (Anthracoceros albirostris convexus) hat seinen Verbreitungsschwerpunkt in Indonesien und lebt hier unter anderem auf zahlreichen Inseln.
Die Bestandssituation des Orienthornvogels wurde 2016 in der Roten Liste gefährdeter Arten der IUCN als „Least Concern (LC)“ = „nicht gefährdet“ eingestuft.

## Beschreibung
Der Orienthornvogel erreicht eine Körperlänge von bis zu 60 Zentimetern. Der Schnabel erreicht beim Männchen der Nominatform Anthracoceros albirostris albirostris eine Länge von 11,3 bis 18,7 Zentimeter. Bei den Weibchen bleibt der Schnabel mit 11 bis 15,6 Zentimeter etwas kleiner. Männchen wiegen zwischen 680 und 795 Gramm, Weibchen dagegen zwischen 567 und 680 Gramm.

### Merkmale des Männchens
Kopf, Hals, Vorderbrust, Rücken und Schwingen sind beim Männchen schwarz und weisen einen grünlichen Schimmer auf. Die untere Brust, die Schenkel, der Bauch und die Unterflügeldecken sind weiß. Der Schwanz ist bis auf das mittlere Paar der Steuerfedern schwarz mit einer breiten weißen Spitze. Das mittlere Paar der Schwanzfedern ist schwarz und überragt die übrigen Steuerfedern um 3 Zentimeter. Lediglich bei einigen Individuen finden sich auch bei diesem mittleren Steuerfederpaar eine schmale weiße Spitze.
Das Schnabelhorn ist groß. Das Horn beginnt auf Höhe der Schnabelbasis und endet etwa auf der Hälfte der Schnabellänge. Der Schnabel ist gelb, die Schnabelbasis ist sowohl am Horn als auch am Schnabel schwarz. Das Horn hat eine schwarze bis dunkle Spitze am Ende. Altersabhängig kann sich diese Schwarzfärbung auch auf den Schnabel ausdehnen. Die nackte Haut rund um das Auge ist weiß mit einem schwarzen Fleck vor dem Auge. Der nackte Kehlfleck ist weiß-bläulich. Die Augen sind dunkelrot, die Beine und Füße graugrün.

### Merkmale des Weibchens und der Jungvögel
Die Weibchen ähneln den Männchen bezogen auf das Körpergefieder, sind insgesamt aber etwas kleiner. Das Horn ist weniger konvex als beim Männchen, das Horn läuft auch nicht spitz aus. Schnabel und Horn sind gelb. Die Schwarz- bis Braunfärbung an Schnabel und Horn sind bei den Weibchen individuell unterschiedlicher als bei den Männchen. Die vordere Schnabelhälfte ist aber häufig schwarz, am Unterschnabel befinden sich an den Seiten und der Schnabelbasis braune Flecken. Die Augen sind braun bis graubraun.
Bei den Jungvögeln ist das Körpergefieder ähnlich wie bei den adulten, ihre Steuerfedern weisen häufig jedoch mehr Schwarzanteile auf als bei den Adulten. Der Schnabel ist sehr viel kleiner, das Schnabelhorn noch nicht entwickelt und gewöhnlich vollständig blassgelb ohne weitere Abzeichen. Die nackte Haut um das Auge ist weiß mit einem rosa Schimmer, der Kehlfleck fleischfarben bis blauweiß, die Augen sind dunkelbraun.
Die Entwicklung des Hornes setzt bei den Jungvögeln ein bis zwei Monate nach ihrem Flüggewerden ein. Im Alter von 12 bis 13 Monaten ist die Form weitgehend entwickelt, das Horn wird aber in einem Lebensalter von drei Jahren noch geringfügig größer.

### Merkmale der Unterart Sunda-Orienthornvogel
Die von Coenraad Jacob Temminck 1831 beschriebene Unterart A. a. convexus oder Sunda-Orienthornvogel ähnelt im Körpergefieder der Nominatform. Zahlreiche Individuen weisen jedoch auf dem weißen Teil der Steuerfedern schwarze Flecken auf. Dies ist bei 23 Prozent der adulten Orienthornvögel und bei 88 Prozent der noch nicht geschlechtsreifen Individuen dieser Unterart zu beobachten. Sie sind außerdem geringfügig größer. Der Schnabel erreicht bei den Männchen eine Länge von 15,5 bis 19,7 Zentimeter. Bei den Weibchen variiert die Schnabellänge zwischen 12,4 und 15,3 Zentimeter. Gewichtsdaten liegen nur für wenige Individuen vor. Dabei wogen die Männchen 907 Gramm, die Weibchen 879 Gramm.
Der Schnabel und das Schnabelhorn haben eine Form wie bei der Nominatform, das Weibchen weist am Schnabel in der Regel jedoch geringere Schwarzanteile auf. Es gibt bei dieser Unterart jedoch Unterschiede zwischen den einzelnen Inselrassen. Bei den Männchen fehlt der schwarze Fleck vor dem Auge. Die Augenfarbe beider Geschlechter ist hell zimtbraun, während die Jungvögel graubraune Augen haben.

### Stimme
Die Rufe des Orienthornvogels sind eine Reihe heller, lauter und schriller Ackerlaute. Typisch sind Kek-Kek-Kek-Kek-Kek-Kek-, die gewöhnlich lauter und in der Tonhöhe heller werden. Das Männchen gibt auch weiche Gluckslaute von sich, wenn das Weibchen an der Nisthöhle arbeitet,

## Verbreitungsgebiet und Lebensraum des Nördlichen Orienthornvogels

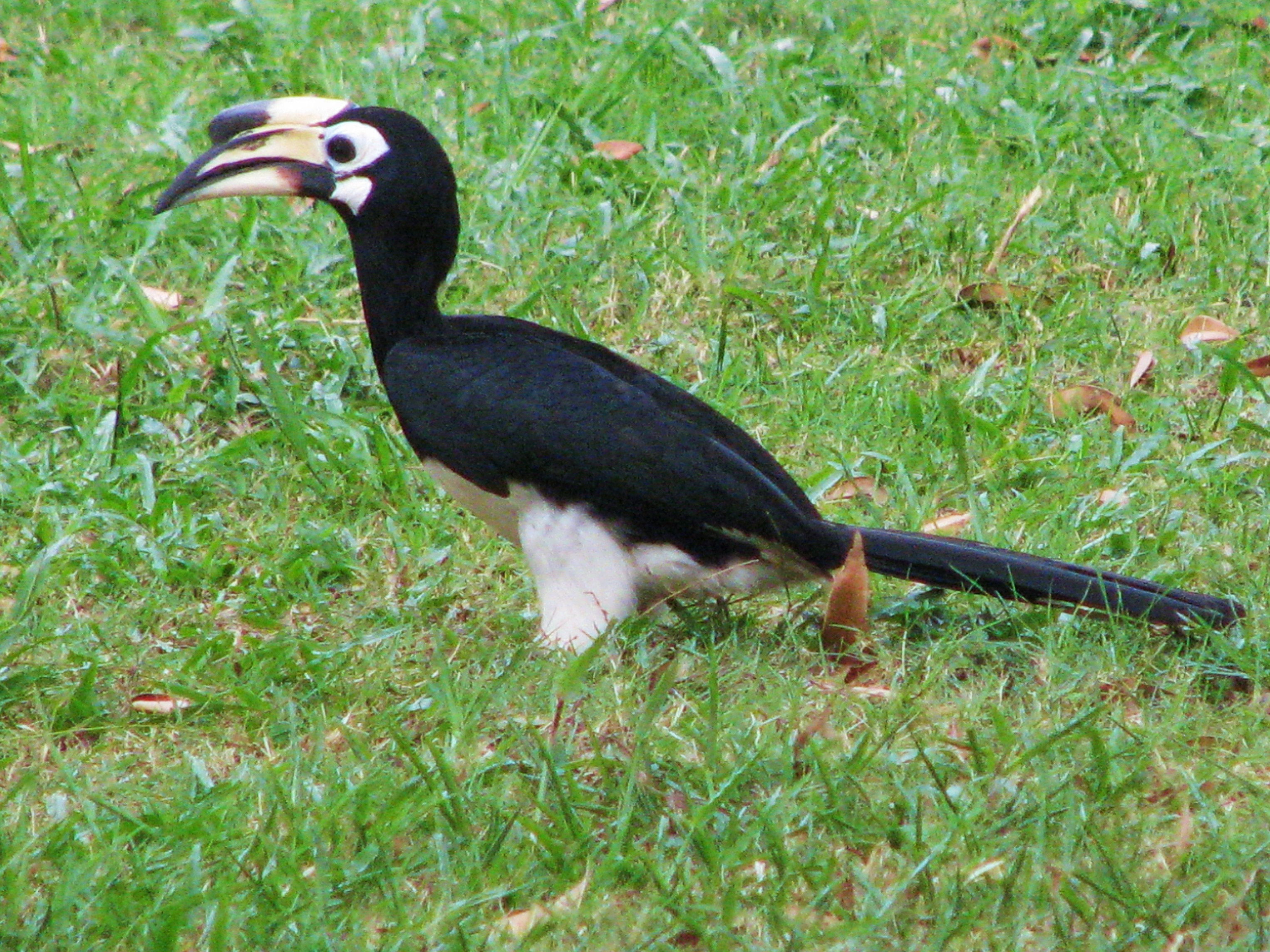
Orienthornvogel, Weibchen

Der Nördliche Orienthornvogel (A. a. albirostris), der die Nominatform der Art darstellt, kommt in Indien entlang der Vorgebirge des Himalayas, im Süden von Nepal, im Süden von Bhutan, im Norden von Bangladesch, Myanmar sowie im Westen der chinesischen Provinz Yunnan und im Süden von Xishuangbanna sowie Guangxi, in Vietnam, Laos und Kambodscha vor. In Thailand reicht das Verbreitungsgebiet bis nach Phattalung, Phuket und Tarutao. Die Nominatform kommt außerdem im Nordosten der Malaiischen Halbinsel vor. Im Verbreitungsgebiet ist die Nominatform außerdem häufig auf Inseln anzutreffen, die den Küstengebieten vorgelagert sind.
Die Nominatform besiedelt Waldränder und offene Laub- und immergrüne Wälder. Im Norden Thailands kommt die Art bis zu Höhenlagen von 670 Meter vor. Die Nominatform ist anpassungsfähig und ist auch in Küstenwäldern, in Wäldern entlang von Fließgewässern, in Bambusdickichten, bewaldeten Gärten und entlang von Reisfeldern anzutreffen. Obwohl die Unterart grundsätzlich ein Standvogel ist, gibt es im Süden Nepals Wanderungen in Folge von wechselndem Nahrungsangebot.

## Verbreitungsgebiet und Lebensraum des Sunda-Orienthornvogels
Der Sunda-Orienthornvogel (A. a. convexus) kommt im Süden Thailands sowie auf der Malaiischen Halbinsel vor. Singapur gehört gleichfalls zum historischen Verbreitungsgebiet dieser Unterart, sie kommt dort vor allem auf der im Nordosten Singapurs liegenden Insel Ubin vor. Die Unterart lebt außerdem in Indonesien auf zahlreichen Inseln. Dazu zählen unter anderem Sumatra und die Riau-Inseln, Nias, die Batu-Inseln, Java und die benachbarte Insel Legundi, Panaitan, der Westen Balis, Borneo, die Tambelaninseln sowie Brunei.
Die Unterart ist am häufigsten in Küstenregionen und auf küstennahen Inseln. Möglicherweise verdrängt der Orienthornvogel in diesen Regionen auch teilweise den Malaienhornvogel, mit dessen Verbreitungsgebiet er sich überlappt. Auf Sumatra bewohnt die Unterart überwiegend Waldränder und leicht bewaldete Regionen im Tiefland, kommt jedoch in Wäldern entlang von Fließgewässern bis 700 Höhenmeter vor.

## Nahrung

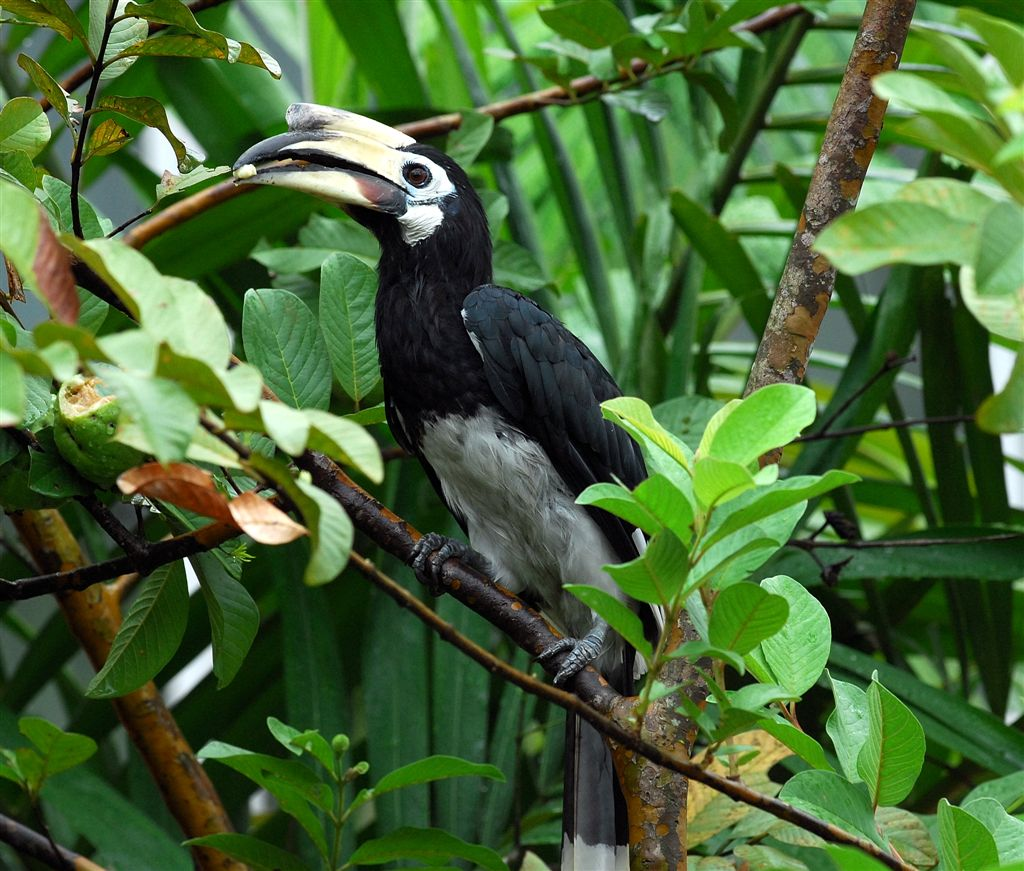
Nahrungssuchendes Weibchen, Singapur

Der Orienthornvogel frisst überwiegend Früchte, ergänzt sie allerdings auch durch Insekten sowie kleine Wirbeltiere. Wie für Nashornvögel typisch trinkt er kein Wasser, sondern deckt seinen Flüssigkeitsbedarf durch seine Nahrung. Seine Nahrung sucht er überwiegend in Baumwipfeln. Insbesondere in der Nähe von Fließgewässern kommt er jedoch regelmäßig auch auf dem Boden, um dort nach Nahrung zu suchen. Dabei bewegt er sich hüpfend voran.
Zu den gefressenen Früchten zählen wie bei vielen Nashornvögeln Feigen, die einen großen Anteil in seiner Nahrung ausmachen. Daneben frisst er auch Steinfrüchte sowie die Früchte der Schopfpalmen-Art Corypha utan, Beeren, die Früchte verschiedener Kletterpflanzen sowie Papayas. Auch die Früchte der in Asien eingeführten Ölpalme spielen eine Rolle in der Ernährung.
Insekten fängt der Orienthornvögel im Flug. Bei einem zahmen Orienthornvogel wurde beobachtet, dass er in der Lage ist, auch vorbeifliegende Schwalben und Bronzemännchen zu fangen. Orienthornvögel wurden auch schon dabei beobachtet, wie sie in flachen Teichen erfolgreich Fische fingen. Zu den weiteren Wirbeltieren, die der Orienthornvogel frisst, zählen Nestlinge verschiedener kleinerer Vogelarten, die sie zum Teil auch aus Nisthöhlen holen, daneben auch kleinere adulte Vögel sowie Fledermäuse, Eidechsen und Schlangen. Er frisst außerdem Skorpione und Schnecken, Käfer, Grillen, Kakerlaken, Motten, Schmetterlinge, Heuschrecken und Termiten.

## Lebensweise
Orienthornvögel leben gewöhnlich paarweise oder in kleinen Familiengruppen von vier bis sechs Individuen. An sehr reichhaltig fruchttragenden Bäumen können sich auch bis zu 50 Individuen dieser Art versammeln, die dann häufig noch mit anderen fruchtfressenden Arten gemeinsam in diesem Baum nach Nahrung suchen. Nach der Brutzeit kommt es gelegentlich zu lockeren Verbänden zwischen 30 und 50 Individuen. Zu größeren Ansammlungen kommt es auch an nächtlichen Ruheplätzen. In Thailand hat man Ansammlungen von bis zu 130 Individuen beobachtet. Grundsätzlich variiert die Zahl der an einem solchen Ruheplatz nächtigenden Individuen und anders als beim Malabarhornvogel, der derselben Gattung angehört, werden die Ruheplätze auch immer wieder gewechselt.
Solche Ansammlungen, wie sie sich an den Ruheplätzen zusammenfinden, sind häufig durch ihre lauten Rufe schon von weitem bemerkbar. Brütende Orienthornvögel dagegen rufen gewöhnlich kaum und verhalten sich meist sehr heimlich.
Orienthornvögel nehmen immer wieder Sonnenbäder. Dabei neigen sie einen Kopf zur Seite und öffnen einen oder zwei Flügel leicht. Die Federn an Kopf, Hals und Rücken werden gesträubt. Sie baden gewöhnlich im regenfeuchten Geäst. Von freilebenden Orienthornvögeln hat man auch beschrieben, dass sie am Boden Staubbäder nehmen. Bei in menschlicher Obhut gehaltenen Orienthornvögeln hat man dieses Verhalten bislang jedoch nicht beobachtet.

## Fortpflanzung

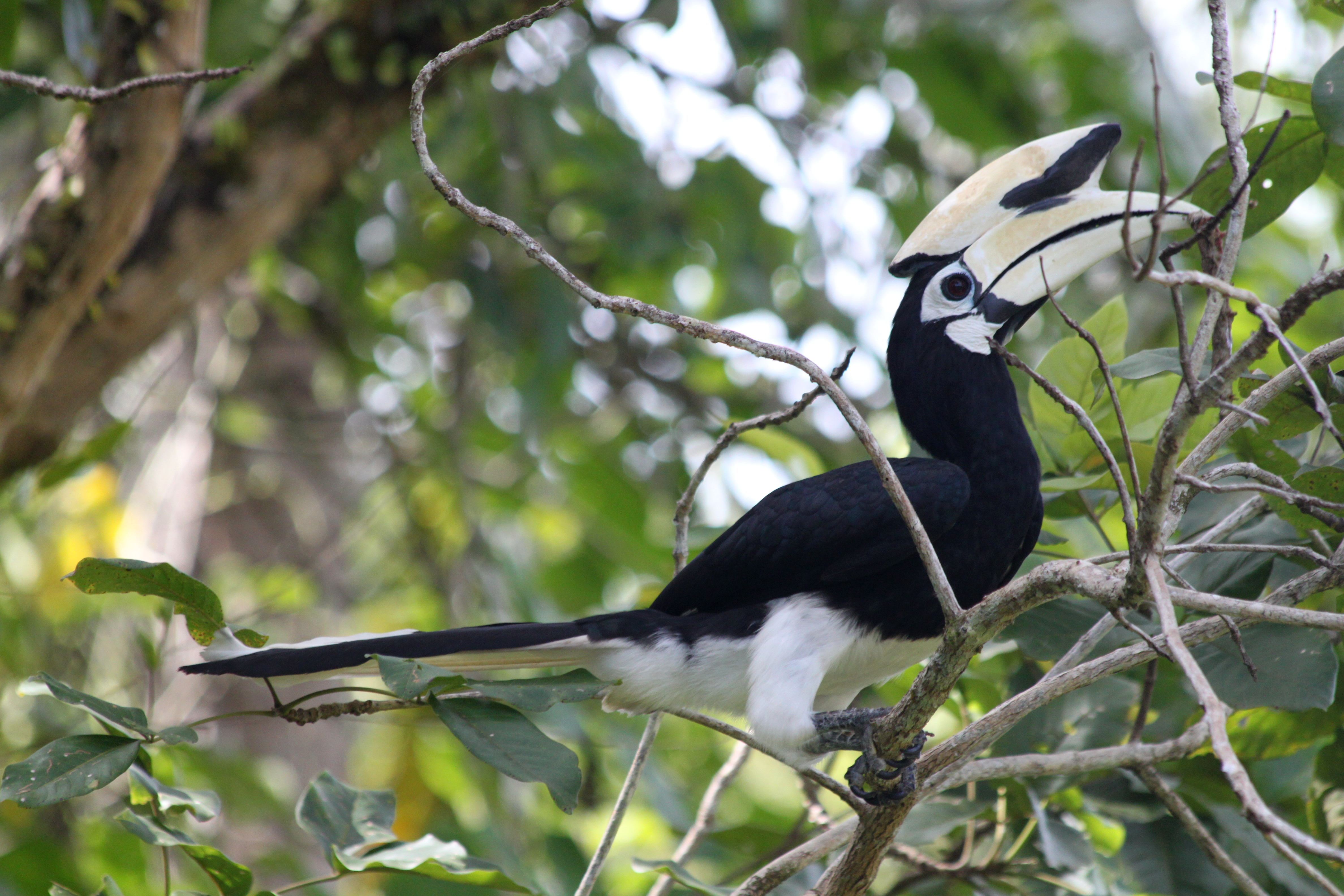
Männchen, Brunei

Orienthornvögel sind monogame Vögel. Verpaarte Individuen sind auch außerhalb der Brutzeit unter anderem daran zu erkennen, dass sie sich gegenseitig das Gefieder pflegen oder sich Nahrungsteile gegenseitig anbieten. Eine Beteiligung von Jungvögeln an der Aufzucht der neuen Brut, wie es gelegentlich für einzelne Nashornvögel festgestellt wird, ist beim Orienthornvogel nicht zu beobachten.
Orienthornvögel nisten in natürlichen Baumhöhlen. Im Verbreitungsgebiet der Nominatform konkurrieren Orienthornvögel unter anderem mit dem Furchenhornvogel und dem Austenhornvogel um geeignete Nisthöhlen. Nur das Weibchen reinigt die Nisthöhle, das Männchen hält sich in der Zeit in der Nähe der Höhle auf und gibt sanft glucksende Laute von sich. Das Männchen bringt allerdings Erde herbei, die das Weibchen zum Verschließen der Nisthöhle verwendet. Die gesamte Brutzeit dauert zwischen 79 und 89 Tagen, davon fallen 25 bis 27 Tage auf die Bebrütung der Eier und sechs bis sieben Wochen auf die Nestlingszeit. Das Gelege besteht gewöhnlich aus drei Eiern, es wurden aber auch schon bis zu vier Eier in einem Gelege beobachtet. Der Zeitpunkt, zu dem das Weibchen die Nisthöhle verlässt, ist variabel. Beobachtet wurde ein Verlassen der Nisthöhle sowohl 20 Tage vor dem Flüggewerden der Jungvögel als auch ein Verlassen der Nisthöhle nach dem Ausfliegen des letzten Jungvogels. Letzteres Verhalten ist für Nashornvögel selten.
Das Weibchen mauert sich vor der Eiablage in der Höhle ein. Sie lässt nur einen schmalen Spalt offen. Während der Brutzeit durchläuft sie die Mauser des Großgefieders. Das Männchen füttert Weibchen und später den Nachwuchs mit hochgewürgtem Futter. Bei in Gefangenschaft gehaltenen Vögeln hat man festgestellt, dass eine sehr proteinreiche Diät ein wesentlicher Erfolgsfaktor für eine erfolgreiche Jungenaufzucht ist. Bis zu zehn Mäuse pro Tag wurden an ein Männchen verfüttert, das neben dem Weibchen zwei bis drei Jungvögel groß zog. Die Jungvögel sind flugfähig, wenn sie die Höhle verlassen. Sie werden von den Elternvögeln noch bis zu drei Wochen gefüttert.

## Haltung
Orienthornvögel werden gelegentlich in Zoologischen Gärten gezeigt. Der Nördliche Orienthornvogel hat in Menschenobhut bereits ein Lebensalter von 21 Jahren erreicht, ein Sunda-Orienthornvogel wurde mindestens 29 Jahre alt.

## Einzelbelege
1. ↑  Anthracoceros albirostris in der Roten Liste gefährdeter Arten der IUCN 2016. Eingestellt von: BirdLife International, 2016. Abgerufen am 3. Oktober 2017.
2. 1 2 3  Kemp: The Hornbills - Bucerotiformes. S. 166.
3. 1 2 3  Kemp: The Hornbills - Bucerotiformes. S. 165.
4. ↑  Rufe des Orienthornvogels auf Xeno-Canto, aufgerufen am 27. Oktober 2016
5. 1 2 3 4 5 6  Kemp: The Hornbills - Bucerotiformes. S. 167.
6. 1 2 3 4 5  Kemp: The Hornbills - Bucerotiformes. S. 168.
7. ↑  Kemp: The Hornbills - Bucerotiformes. S. 169.
8. ↑  Kemp: The Hornbills - Bucerotiformes. S. 170.
9. ↑  W. Grummt, H. Strehlow (Hrsg.): Zootierhaltung Vögel. S. 546.